# Mulgrave Castle
Mulgrave Castle refererer tre forskellige bygninger på samme ejendom i Lythe, nær Whitby, North Yorkshire, England. 
Den ene af disse er den "gamle" borg, som ifølge legenden blev grundlagt af Wada, der herskede over Hälsingland i 500-tallet.
Den anden borg, (54°29′37″N 0°42′20″V / 54.4935°N 0.7055°V) caput i det engelske feudalbaroni Mulgrave, var en normannisk fæstning, der var aktiv indtil den blev ødelagt af rundhovederne på ordre af Parlamentet.
Den tredje bygning er et country house (54°30′04″N 0°41′32″V / 54.5012°N 0.6922°V) blev opført af lady Catherine Darnley og overgik i 1718 via ægteskab til Phipps-familien, da hendes datter, lady Catherine Annesley blev gift med William Phipps. Phipps-familien fik senere titlerne Baron Mulgrave, jarl af Mulgrave og Marquess af Normanby.